# 확률 진폭
확률 진폭(確率振幅, 영어: probability amplitude)은 양자역학에서 절댓값의 제곱이 확률 밀도인 복소수 스칼라 물리량이다. 3차원 공간에서 한 입자를 나타내는 파동 함수의 경우 그 단위는 m−3/2이나, 다른 차원에서는 그 단위가 달라진다.
비상대론적 양자역학에서는 공간 기저에서의 파동 함수 {\displaystyle \psi (x)=\langle x|\psi \rangle }가 확률 진폭을 나타낸다. 이런 확률적인 해석이 가능하려면, 파동 함수는 {\displaystyle L^{2}} 함수 (그 절댓값의 제곱의 적분이 유한한 함수)이어야 한다.

## 같이 보기
- 이중 슬릿 실험
- 전자껍질
- 정규분포
- 양자화학
- 불확정성 원리